# Adolf Blamauer
Adolf Albin Blamauer (* 15. August 1847 in Wien; † 19. Oktober 1923 ebenda) war ein österreichischer Maler.

## Leben und Wirken

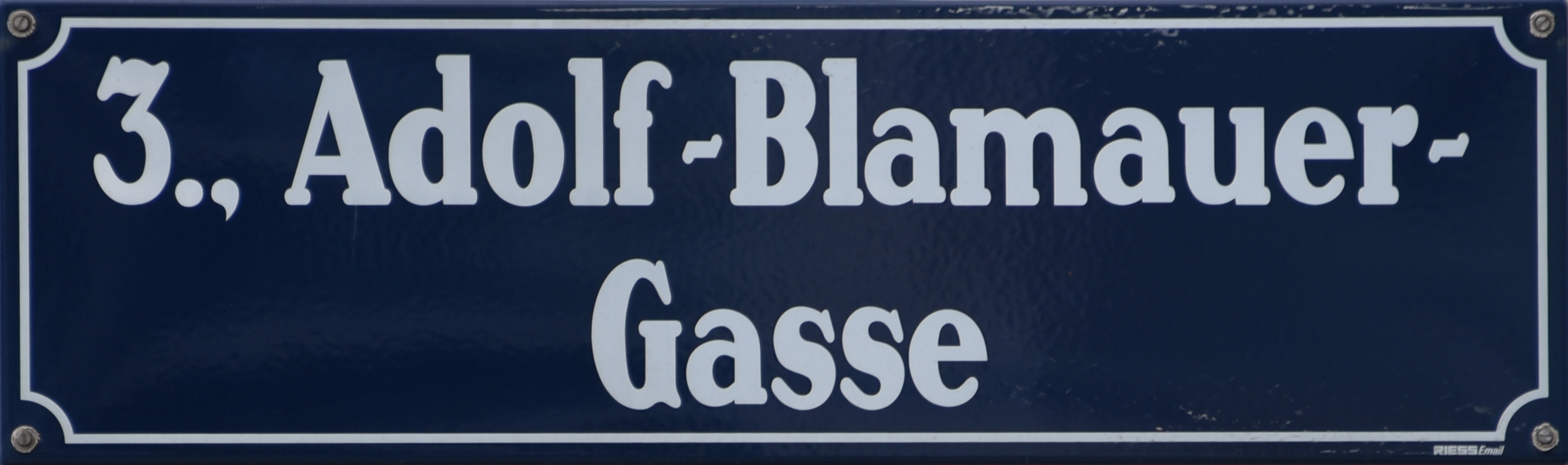
Straßenschild Adolf-Blamauer-Gasse

Blamauer war als Schüler von Anton Hlavaček hauptberuflich als Beamter (Oberrevident) bei der Ersten Donau-Dampfschiffahrts-Gesellschaft beschäftigt. Er schuf vor allem Genrebilder, Veduten, Hochgebirgslandschaften und Panoramen.

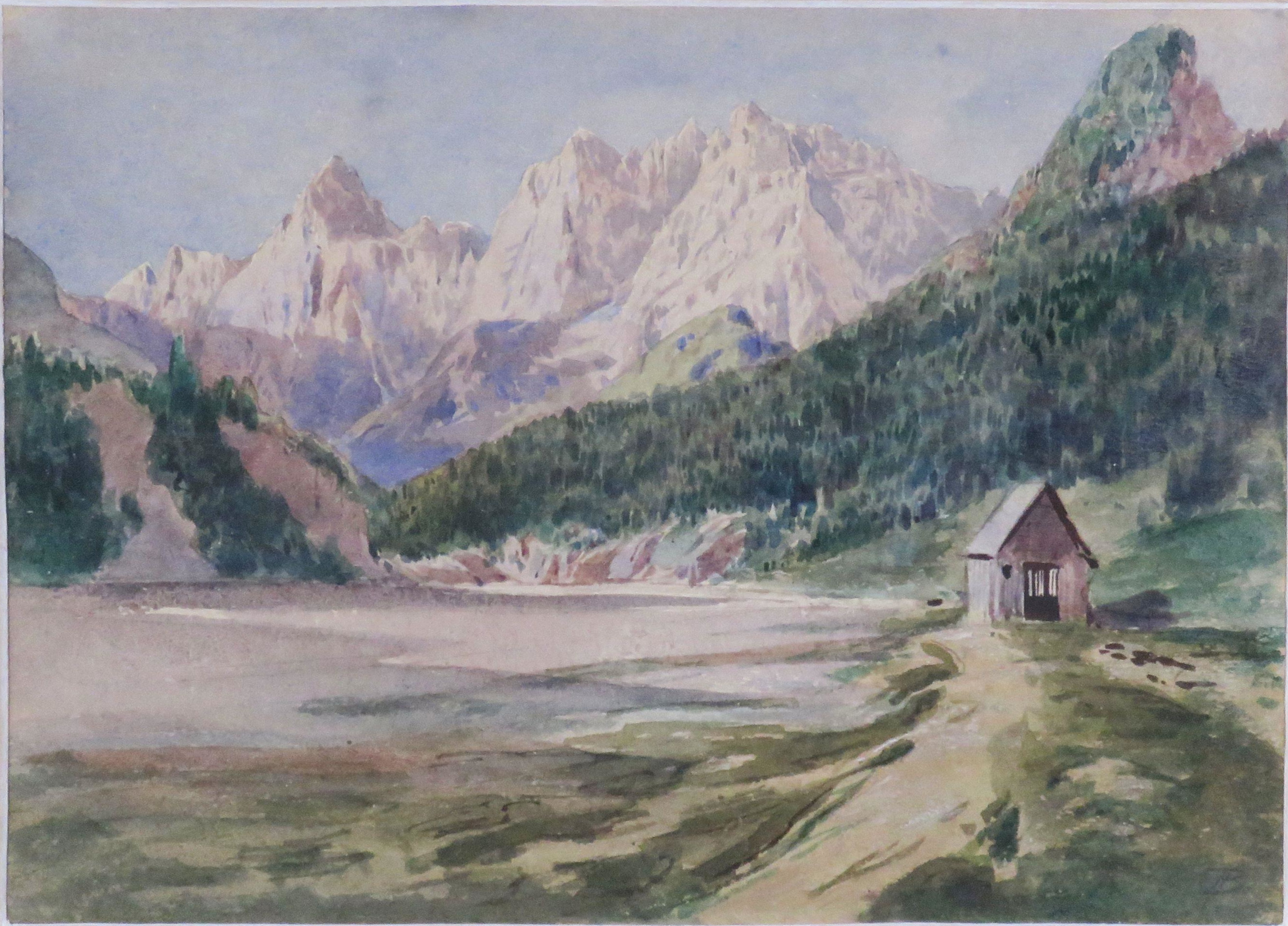
See mit Gebirgslandschaft

Etwa 200 Aquarelle sind im Besitz des Bezirksmuseums Landstraße, da er in der Strohgasse 3 lebte. Weitere 200 Aquarelle mit Motiven aus Niederösterreich sind im Besitz der Niederösterreichischen Landesbibliothek. 15 Aquarelle mit Wiener Motiven sind im Wien Museum.
Blamauer hinterließ auch ein Manuskript Burgen- und Ruinenlexikon von Niederösterreich mit 254 Zeichnungen und Aquarellen.
Er war Mitbegründer des Österreichischen Touristenklubs und 1899 einer der drei wesentlichen Proponenten (als Kassier des Baukomitees) der Errichtung der (am 5. September 1901 eingeweihten) Elisabethkirche auf dem Schneeberg.
Als das an Jahren älteste überlebende Gründungsmitglied des ÖTK erlag Adolf Blamauer im Spital der Konfraternität den Folgen eines 1920 erlittenen Schlaganfalls. Das Leichenbegängnis auf dem Hernalser Friedhof (Grabstelle N/54) wurde am 23. Oktober 1923 vom Österreichischen Touristenklub ausgerichtet. Nur zwei Monate später, am 20. Dezember des Jahres, wurde die Witwe des Künstlers, Charlotte Blamauer geb. Wolschek, an dessen Seite bestattet. Sie war eine Tochter des aus Troppau gebürtigen, über 50 Jahre wirkenden (und über 14.000 Schüler ausbildenden) Tanzmeisters Robert Wolschek d. J. (1819–1897) gewesen.
1936 wurde in Wien-Landstraße eine Verkehrsfläche Adolf-Blamauer-Gasse benannt.

## Publikationen
- Lambert B. Märzroth (Text), Adolf Albin Blamauer (Illustr.), Carl Fruwirth: Die Eisenbahn Wien-Aspang und ihre Gebirgs-Umgebung. Zweite Auflage. Ergänzt, verbessert und erweitert von C(arl) Fruwirth. Wiener Touristen-Führer, VIII. Heft. Verlag des Oesterreichischen Touristen-Club, Wien 1884. OBV.
- A(dolf) Blaumauer (Illustr.): Donau-Album. Heck, Wien 1885, OBV.